# محمد عامر
محمد عامر (عربی: محمد عامر؛ زادهٔ ۱۷ مارس ۱۹۸۶) هنرپیشه اهل مصر است. عمده شهرت وی بخاطر حضور در سریال های تلویزیونی محبوب مصری است.